# Sapo-verde-europeu
O sapo-verde-europeu (Bufotes viridis. Bufo viridis ou Pseudepidalea virdis) é um anfíbio encontrado em grande parte da Europa, Ásia e norte da África. A espécie é encontrada comumente em áreas como estepes, vales próximo à montanhas, semi-desertos e áreas urbanas.